# (10434) Tinbergen
(10434) Tinbergen (4722 P-L) – planetoida z pasa głównego asteroid okrążająca Słońce w ciągu 3,69 lat w średniej odległości 2,39 j.a. Odkryta 24 września 1960 roku.